# Jack Dempsey contre Georges Carpentier
Résultat
Le combat de Jack Dempsey contre Georges Carpentier était un combat de boxe entre le champion du monde des poids lourds Jack Dempsey et le champion du monde des poids mi-lourds Georges Carpentier, connu à l'époque comme le « combat du siècle ». Le combat a eu lieu aux États-Unis le samedi 2 juillet 1921, au Boyle's Thirty Acres à Jersey City. 

## Avant-match
Jack Dempsey était le champion du monde des poids lourds depuis sa victoire face à Jess Willard par KO au quatrième round en 1919. Il réussit ensuite à conserver son titre contre Billy Miske et Bill Brennan. Le combat contre Carpentier était donc la troisième défense de son titre. 
Carpentier était devenu champion du monde des poids mi-lourds après avoir battu Battling Levinsky par KO au quatrième round lors de son combat précédent à Jersey City, le 12 octobre 1920. 
Malgré le fait que le combat ait eu lieu aux États-Unis et que Dempsey soit américain, ce dernier était considéré comme un anti-héros au contraire de Carpentier, challenger français, considéré comme un héros par les fans. Cela était notamment dû au fait que Dempsey n'avait pas fait son service militaire et donc combattu lors de la Première Guerre mondiale alors que Carpentier l'avait fait pour l'armée française et était revenu comme héros de guerre,. 

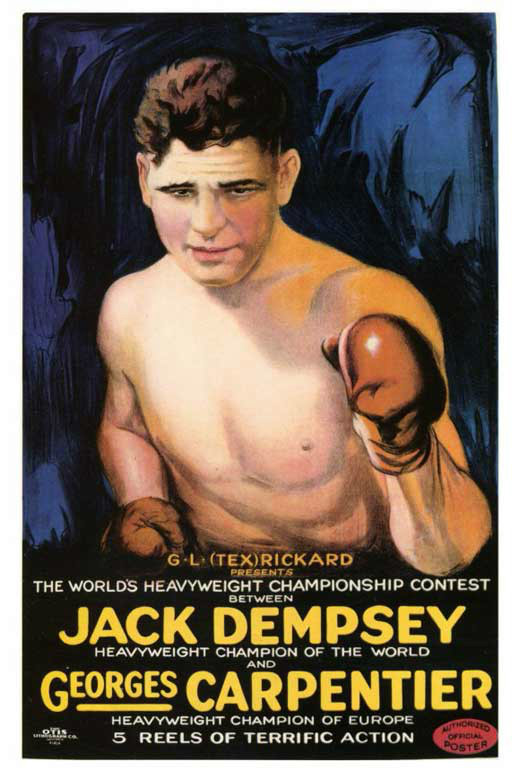
Affiche annonçant la version filmée du combat.

Avec le succès médiatique croissant de Carpentier aux États-Unis, Tex Rickard, le promoteur de Dempsey, décide d'organiser le combat entre les deux boxeurs. Le contrat est signé en novembre 1920 avec une rémunération de plusieurs millions d'anciens francs pour les boxeurs. Initialement prévu à New-York, Rickard se rabat sur Jersey City après le refus du gouverneur de New-York que le combat ait lieu dans son État. Il y construit une arène de plus de 80 000 places payantes, ce qui lui permettra d'engranger plus de 1,7 million de dollars de recettes. 

## Le combat
Dempsey était plus lourd que Carpentier de 9 kg, pesant 85 kg contre 76 kg pour le challenger français. Harry Ertle était l'arbitre. Les deux hommes portaient des maillots de boxe blancs, bien que les maillots de Carpentier aient une bande bleue verticale sur chaque jambe.   
Logiquement, Dempsey avait un style offensif et agressif tout au long du combat tandis que Carpentier comptait sur ses compétences de boxe et ses contres. Au deuxième round, un droit solide à la mâchoire rendit Dempsey groggy. Mais il récupéra et commença à dominer le combat au troisième round.   
Moins d'une minute après le quatrième round, la pression implacable de Dempsey aboutit à ce que Carpentier soit terrassé par une combinaison gauche-droite cinglante du champion. Il semblait que Carpentier ne pourrait se relever, mais il se leva soudainement au décompte de neuf de l'arbitre. Cependant, le combat se termina peu de temps après, à une minute et 16 secondes du quatrième round, lorsque Dempsey assomma Carpentier avec une autre combinaison comprenant un crochet droit dur au corps. 

## Conséquences
Le combat entre Jack Dempsey et Georges Carpentier a été le premier combat de boxe à produire plus d'un million de dollars de revenus (record de 1 789 238 $). C'était aussi le premier combat du championnat des poids lourds où les femmes ont assisté en grand nombre. Cela peut être attribué à la publicité médiatique favorable que Carpentier avait reçu avant le combat dans de nombreux journaux de New-York qui le dépeignaient comme un héros de guerre français fringant, beau et élégant. 
Dempsey a conservé le titre des poids lourds jusqu'à ce qu'il le perde en 1926 contre Gene Tunney aux points. Il a pris sa retraite en 1927 et est mort en 1983 à l'âge de 87 ans. Carpentier a combattu douze fois de plus après ce combat. Il devint ensuite acteur en France, participant à huit longs métrages. Il mourut en 1975. 
Les deux boxeurs sont membres de l'International Boxing Hall of Fame.